# Rejon mikołajowski (obwód lwowski)
Rejon mikołajowski (ukr. Миколаївський район) – dawna jednostka administracyjna Ukrainy, a wcześniej także Ukraińskiej Socjalistycznej Republiki Radzieckiej w Związku Socjalistycznych Republik Radzieckich, funkcjonująca w latach 1940–1941 i 1944–2020. Należał do obwodu drohobyckiego do 1959 roku, a po jego zniesieniu do obwodu lwowskiego. Siedzibą rejonu był Mikołajów.
Według spisu powszechnego z roku 2001 w rejonie żyło 94 500 ludzi, w tym 1400 Rosjan (1,5%) i 100 (0,1%) Polaków.

## Historia
Rejon mikołajowski został utworzony 17 stycznia 1940 na podstawie dekretu Prezydium Rady Najwyższej USRR o podziale na rejony zachodnich obwodów USRR, kiedy to w obwodzie drohobyckim utworzono 30 rejonów, między innymi mikołajowski. Rejon objął miasta Mikołajów i Rozdół oraz obszary zniesionych gmin Mikołajów n/Dn. i Rozdół, należące przed wojną do powiatu żydaczowskiego w województwie stanisławowskim. 
Rejon mikołajowski przestał istnieć wraz z wybuchem wojny niemiecko-radzieckiej 22 czerwca 1941. Jego tereny weszły w skład Landkreis Stryj dystryktu galicyjskiego Generalnego Gubernatorstwa.
Rejon został odtworzony 31 lipca 1944, po zajęciu tych terenów przez Armię Czerwoną.
21 maja 1959, w wyniku zniesienia obwodu drohobyckiego, rejon mikołajowski włączono do obwodu lwowskiego.
23 września 1959 do rejonu mikołajowskiego włączono części zniesionych rejonów komarniańskiego i medenickiego.
Rejon mikołajowski został zlikwidowany 17 lipca 2020 w związku z reformą podziału administracyjnego Ukrainy na rejony, wchodząc w skład nowego rejonu stryjskiego.

## Spis miejscowości
- Bilcze (Більче)
- Bołonja (Болоня)
- Brodki (Бродки)
- Brzezina (Березина)
- Brzozdowce (Берездівці)
- Czernica (Черниця)
- Dąbrowa (Дуброва)
- Demnia (Демня)
- Derżów (Держів)
- Dobrzany (Добряни)
- Drohowyż (Дроговиж)
- Horucko (Гірське)
- Głuchowiec (Глухівець)
- Honiatycze (Гонятичі)
- Horożanna Mała (Мала Горожанна)
- Horożanna Wielka (Велика Горожана)
- Hranky-Kuty (Гранки-Кути)
- Iłów (Ілів)
- Kahujów (Кагуїв)
- Kijowiec (Київець)
- Kołodruby (Колодруби)
- Kłyniki (Болоня)
- Krasów (Красів)
- Krupsko (Крупське)
- Krynica (Криниця)
- Laszki Dolne (Долішнє)
- Laszki Górne (Горішнє)
- Lipice (Липиці)
- Lubiana (Луб'яна)
- Łypiwka (Липівка)
- Łystwjanyj (Листв'яний)
- Mikołajów (Миколаїв)
- Nadiatycze (Надітичі)
- Nowosiołki Oparskie (Новосілки-Опарські)
- Nowy Rozdół (Новий Розділ)
- Ostrów (Острів)
- Pauki (Павуки)
- Piaseczna (Пісочна)
- Podhorce (Підгірці)
- Podwysokie (Підлісся)
- Polana (Поляна)
- Powerchów (Повергів)
- Radelicz (Раделичі)
- Ryczychów (Ричагів)
- Rozdół (Розділ)
- Rozwadów (Розвадів)
- Rudniki (Рудники)
- Sajków (Сайків)
- Stańkowce (Станківці)
- Stulsko (Стільсько)
- Sucha Dolina (Суха долина)
- Ternopilla (Тернопілля)
- Trościaniec (Тростянець)
- Trudowe (Трудове)
- Turzanowce (Тужанівці)
- Uście (Устя)
- Wola Mała (Мала Воля)
- Wola Wielka (Велика Воля)
- Werbiż (Вербіж)
- Weryń (Верин)
- Zakład (Заклад)

## Nieistniejące miejscowości
- Malechów